# 玉栄
玉栄（たまさかえ）は、愛知県農業試験場（現 愛知県農業総合試験場）が開発した日本のイネの品種名および銘柄名である。酒造好適米の一種。いくつかの県で産地品種銘柄に指定されており、必須銘柄としては滋賀県が、選択銘柄としては山梨県、和歌山県、鳥取県が指定している。

## 概要
1954年に「山栄」と「白菊（新菊水）」を掛け合わせて育成された品種。地方番号は34-1。
1959年に配布開始。
1965年に命名。
心白の発現頻度が低く、熟期がやや早いことから、胴割れ粒が多いため外観品質が劣る。このため精米特性が劣り、吟醸酒には不向きとされる。
- 交配系譜

| 山栄 | 山栄 | 山栄 | 山栄 | 山栄          | 山栄 |  |  | 白菊 （新菊水） | 白菊 （新菊水） | 白菊 （新菊水） | 白菊 （新菊水） | 白菊 （新菊水） | 白菊 （新菊水） |  |  |  |  |
| 山栄 | 山栄 | 山栄 | 山栄 | 山栄          | 山栄 |  |  | 白菊 （新菊水） | 白菊 （新菊水） | 白菊 （新菊水） | 白菊 （新菊水） | 白菊 （新菊水） | 白菊 （新菊水） |  |  |  |  |
|      |      |      |      |               |      |  |  |                 |                 |                 |                 |                 |                 |  |  |  |  |
|      |      |      |      | 玉栄 （34-1） |      |  |  |                 |                 |                 |                 |                 |                 |  |  |  |  |

## 栽培特徴と注意点
主に湖南・湖東平坦部の地力中庸〜やや秋落ち田に適し、強度の秋落田、強湿田には不適。穂数過多になりやすいので基肥はやや減量し収量・品質が低下しないよう注意する必要がある。また、早期落水は、品質低下の原因になりやすいので避ける。なお、酒米は胴割れの発生を極力防ぐ必要があるので、適期刈り取りを行うとともに、乾燥は予備乾燥を経て仕上げ乾燥を行う。

## 玉栄から育成された品種
玉栄から育成された品種に滋賀県農業試験場が開発した吟吹雪、鳥取県農業試験場が開発した鳥姫（鳥系酒87号）がある。